# Гэнъёся
Гэнъёся (яп. 玄洋社, «Общество тёмного/чёрного океана») — паназиатская политическая группировка, действовавшая в 1881—1946 годах на территории Японской империи и тесно связанная с агрессивными кланами аристократов, чиновничества, военных, финансистов, промышленников. Члены «Гэнъёся» выступали за милитаризацию страны, внешнеполитическую экспансию, открыто пропагандировали идеи захвата Китая, Кореи, российского Дальнего Востока. Деятелями «Гэнъёся» был основан ряд националистических обществ, в том числе «Кокурюкай» (1901—1946) и «Ронинкай» (1908—1918). По оценкам Штаба главнокомандующего союзными оккупационными войсками (GHQ) для Международного военного трибунала для Дальнего Востока, является ультранационалистической группой.

## Основание организации
Изначально организация была основана в 1879 году под названием «Koyōsha» («Общество очищения»). Её создателями выступили двое: недавно освобождённый из заключения за участие в восстании Сайго Такомори самурай-предприниматель Хираока Котаро (ja), владелец больших участков земли, богатой полезными ископаемыми, в Маньчжурии, и Тояма Мицуру, выходец из княжества Фукуока.
После разгрома самурайских восстаний на заре периода Мэйдзи основатели общества отказались от своих изначальных идей (возвращение к старым феодальным порядкам Японии с особыми привилегиями и государственными выплатами для класса самураев) и присоединились к антиправительственному общественному Движению за свободу и народные права (яп. 自由民権運動 Дзию Минкэн ундо), сформировав политическую организацию, выступавшую за создание национального парламента. Вероятно, оригинальное название «Общества очищения» было продиктовано одним из направлений его деятельности — борьба с иноземцами и с прозападно ориентированными чиновниками императорского правительства.

## Становление под названием «Гэнъёся»
С 1881 года общество перенесло свой центр в префектуру Фукуока и стало называться «Гэнъёся», то есть «Общество чёрного океана» — в честь моря Гэнкай, отделяющего Корейский полуостров от самого западного из островов Японии Кюсю, где родился основатель организации Котаро Хираока. Это название отразило смену основной деятельности: акцент сместился с борьбы внутри страны на разведку и террористическую деятельность в масштабах континента (Китай и Корея), которые должны были служить подготовкой там японского проникновения и вооружённой экспансии.
Приёмы, использовавшиеся членами «Гэнъёся» для достижения своих целей, часто были далеки от мирных. В роли террористической организации это общество набирало в свои ряды недовольных экс-самураев и связанных с организованной преступностью людей для проведения кампании насилия и убийства в отношении иностранцев и представителей высшей правительственной бюрократии прозападнической ориентации. По мнению исследователей, уже с момента реорганизации начинается взаимодействие тайных обществ с армией, прежде всего с армейской разведкой. Позднее начался процесс срастания некоторых тайных обществ с правительственными бюрократическими и политическими структурами.

## Деятельность

### Япония
В 1889 году «Гэнъёся» подвергло резкой критике план пересмотра неравных договоров, подготовленный тогдашним министром иностранных дел Окумой Сигэнобу. Публикация Великобританией до ратификации секретных статей новых договоров, провозглашавших отмену экстерриториальности иностранцев в обмен на создание смешанных судов, спровоцировала в Японии беспорядки.18 октября того же года член «Гэнъёся» по имени Курусима Цунэки совершил покушение на Окуму. После того, как Курусима бросил бомбу в экипаж, он повернулся в сторону императорского дворца, уселся на землю и перерезал себе горло. Окуме Сигэнобу пришлось ампутировать часть правой ноги, правительство ушло в отставку.
На парламентских выборах 1892 года полиция и националистические организации, с молчаливой поддержки администрации Мацукаты Масаёси, попытались насильственно обеспечить успех проправительственным силам. Эти выборы стали самыми жестокими в истории Японии — за время многочисленных беспорядков в период выборов были убиты 35 человек и 395 получили ранения.

### Китай
Одной из основных целей в деятельности «Гэнъёся» были многочисленные китайские тайные общества, некоторые из которых были настроены очень враждебно по отношению к Японии. В то же время китайские триады и «Общество тёмного океана» объединяло желание свергнуть властвовавшую в Китае маньчжурскую династию Цин. В 1881 году Мицурой Тояма в Китай были отправлены более 100 человек для сбора стратегически важной информации, создания агентурной сети и проникновения в ряды китайских триад. Группе удалось создать шпионскую сеть по всему Китаю из базы в Ханькоу, при поддержке японской армии и начать проникновение в китайские тайные общества для поиска союзников и врагов.
Zhong-guo Bi-mi She-hui Shi, один из первых и самых подробных трудов по организации и истории тайных обществ Китая была написана членом «Гэнъёся» по имени Хирая Аманэ (Hiraya Amane), который участвовал в создании штаб-квартиры китайского отделения «Общества чёрного океана» в городе Ханчжоу. Хирае удалось раскрыть истинную историю этих групп не только путём тщательного исследования и установления контактов, но и путём обычного посещения их чайных и других учреждений, чтобы напрямую наблюдать их деятельность. Методом наблюдения, Хирая обнаружил и декодировал сложные ритуалы и тайные знаки, позволившие ему разгадать секреты тайных обществ. Его работа была настолько полной и точной, что была классифицирована как не публикуемая для общественного доступа, что было исправлено лишь много лет спустя.
«Гэнъёся» не только выделяло денежные средства и оружие для китайских тайных обществ, но и способствовало получению убежища в Японии для разоблачённых лидеров триад, преследуемых цинским правительством. «Обществом» была создана большая сеть борделей по всему Китаю (а позже и по всей Юго-Восточной Азии), для прикрытия содержания помещений для собраний, а также для сбора данных. Помимо того, что бордели являлись выгодным сторонним бизнесом, они давали дополнительные возможности для сбора полезной информации, использовавшейся далее в деятельности организации. Тем не менее, хотя агентам «Гэнъёся» часто приходилось прибегать к шантажу и подкупу, чаще всего необходимая информация была получена с помощью проституток, обученных извлечению данных из своих клиентов. «Общество тёмного дракона» даже учредило школу подготовки для таких агентов в городе Саппоро на острове Хоккайдо.

### Корея
Другой сферой интересов «Гэнъёся» была Корея. Организацией была основана группа из 15 человек, названная «Небесное переселение» (яп. 天入居 тэнню: кё), которая действовала в Корее до японского вторжения, составляя подробные топографические карты, проводя разведку китайских и корейских военных объектов и развёртывания войск. «Общество» также активно поддерживало движение Тонхак, зная, что восстание способно поставить Китай и Японию на грань войны. Убийство корейской королевы Мин в 1895 году, как полагают, было также организовано членами «Гэнъёся», под руководством уполномоченного представителя Японии в Корее Миуры Горо.
Во время первой японо-китайской войны (1894—1895), спровоцированной восстанием Тонхак и позволившей исключить Корею из китайской сферы влияния, и русско-японской войны (1904—1905), которая закрепила Корею в сфере влияния Японии, агентурная сеть «Гэнъёся», собиравшая разведывательные данные по всей Восточной Азии, оказалась чрезвычайно полезна для японской Императорской армии и Императорского Флота Японии. Помимо этого, сеть была использована для проведения диверсионных актов в тылу врага.

## Поздние годы
После аннексии Кореи в 1910 году, «Гэнъёся» продолжило пропаганду паназиатизма. Тояма Мицуру заявлял: «Чтобы цветная раса могла сопротивляться европейцам и американцам, необходимо создать милитаристское государство. Наша страна очень быстро поднимается как новое государство Востока. Она должна лелеять надежду в будущем возглавить Восток и вести его за собой».
Внутри страны он, совместно с Утидой Рёхэем, сформировал политическую партию под названием «Велико-японская производственная партия» (Дай Ниппон сэйсанто), объединившую «Общество чёрного дракона», Японскую народную партию (Нихон кокуминто), Молодёжную партию Великой Японии (Дайнихон сэйнэнто) и ряд правых профсоюзов Киото и Осаки.
В поздние годы своей деятельности, «Гэнъёся» как тайное общество было далеко от своих истоков, но являлось постоянным игроком в японской политике. Ряд членов кабинета министров и членов японского парламента являлись членами «общества тёмного океана», а ведущие политические лидеры, такие как Хирота Коки и Накано Сэйго происходили из её рядов. Организация оказывала значительное влияние на внутреннюю и внешнюю политику Японии до конца Второй мировой войны. Общество «Гэнъёся» было распущено по приказу американских властей, оккупировавших Японию.

## Наследие
«Общество чёрного океана» был предтечей целого ряда других организаций, которые унаследовали и развили его идеологии, например, Амурский союз. Он также подготовила основу для связей после Второй мировой войны между правыми политиками и Якудза. Только с помощью таких организаций самураи могли быть востребованы государством, только таким образом они могли исполнить свой долг служения Императору (он и гири), который занял для них место даймё, господина.
Экспансионизм был необходим для слабой японской буржуазии, которая не имела пока сил и возможностей действовать самостоятельно вне государства, в котором поощрялось развитие капитализма. Однако в ещё большей степени экспансионистская направленность и агрессивность во внешней политике была остро необходима самурайству, у которого убрали почву из-под ног и не все представители которого нашли себя в новой социальной структуре Мэйдзи. Им было в первую очередь необходимо выжить за счёт войны, организации администрации на новых территориях и пр., ведь все самураи стали рёнинами после формальной ликвидации самурайского сословия в 1876 году.
Хотя современная Якудза позаимствовала долю взглядов «Гэнъёся» для своей политической и социальной философии, а также многие члены «Гэнъёся» были взяты из рядов якудза, «Гэнъёся» в первую очередь являлось политической организацией, которая часто использовала уголовные средства для достижения своих целей, однако не было частью самой якудза, вопреки утверждениям некоторых авторов.